# 安德里伊夫卡 (克希奇夫卡市镇)
49°13′42″N 35°39′2″E / 49.22833°N 35.65056°E
安德里伊夫卡（烏克蘭語：Андріївка），是烏克蘭東部哈爾科夫州别列斯京区克希奇夫卡市镇内的村落。始建於1885年，面積2.09平方公里，海拔高度135米，2001年人口803，人口密度每平方公里288人。